# Джендър
Вижте пояснителната страница за други значения на Пол.
Джендър (от английски: gender – „род (граматичен)“ и от латински: genus – „род“, „вид“, „тип“, семейство или група от неща) е понятие във философията, обществените науки и правото, означаващо поведенческите и физиологичните характеристики, които дадено общество или култура свързва с мъжествеността и женствеността – това, което се смята за прилягащо на жените и на мъжете в дадено общество, както и атрибутите, които чрез културата се приписват на жените и мъжете. Така тези характеристики и поведения носят значение, което е свързано с пола, но не произтича от него, а им е придадено (конструирано) от обществото.
С този смисъл понятието започва да се използва от американските феминистки през 70-те години на XX век, за да се подчертае погрешността на тезата, че неравенствата на мъжете и жените са следствие на техни естествени, биологично предопределени различия в способностите им. Употребата му търси да обоснове, че тези неравенства не се дължат на пола сам по себе си, а на това какви качества и какво място определя културата на мъжете и жените в обществото. По тази причина феминистките говорят за джендър като нещо, което е културно или социално определено (конструирано), докато полът е нещо естествено, обективна даденост. В следващите десетилетия понятието джендър добива всеобщо признание и започва да се употребява на практика във всички обществени науки.
В английския език, от където е заето, понятието е заимствано от сферата на езикознанието, където означава граматичната категория за род в езика (мъжки, женски, среден).

## Етимология
„Джендър“ е пряка заемка в българската лексика от английската дума gender, означаваща граматичното понятие род. „Род“ (в смисъла на морфологичната категория) би бил прекият превод на български език на тази английска дума в контекста на езикознанието. В съвременния английски език думата навлиза чрез посредничеството на средноанглийския език (gender, но също gendere, gendir, gendyr и gendre), където е заета дума от англо-норманската и среднофренската дума gendre. Тя на свой ред идва от латинското genus. Както genus, така и gendre означават „вид“, „тип“, „сорт“, т.е. семейство или група подобни неща. Коренът на двете думи е gen- в индоевропейския праезик със значение на „раждам“, „създавам“, „пораждам“, „причинявам“.

### В българския език
В българските академични среди преводът на понятието „джендър“ стои като проблем най-малко от средата на 90-те години на XX век. В края на XX и началото XXI век българските феминистки опитват да наложат превода на понятието като „род“, изхождайки от лингвистичния му произход. Този подход може да бъде видян в сборниците Майки и дъщери: поколения и посоки в българския феминизъм под редакцията на Ралица Мухарска (1999), Теория през границите: Въведение в изследванията на рода под редакцията на Милена Кирова и Корнелия Славова (2001) и Феминисткото знание под редакцията на Снежа Гунев (2002). По същото време други теоретици отчитат проблемите в това, че „род“ е омоним. Така в предговора си към българския превод на сборника Женски идентичности на балканите (2004) Красимира Даскалова и Корнелия Славова пишат: „В това издание сме предпочели английското понятие „gender“ да бъде преведено с термина „пол“, а не с „род“ (както е направено в повечето от досегашните феминистки преводи на български език), съобразявайки се с българската научна традиция и двусмислието/усложненията, които възникват при разбирането на термина „род“.
Транслитерираният вариант на gender в България като джендър е придобил вече своето разпространение и е приет от отделни лингвисти.

## Употреба
Във феминистката теория понятието джендър означава набора от социално конструирани поведенчески и физиологични характеристики, свързвани с мъжествеността и женствеността, т.е. кое е това, което се счита за прилягащо на жените и на мъжете в дадено общество или атрибутите, които чрез културата се приписват на жените и мъжете. Ако полът на едно лице е биологически предопределен, то джендърът е културно или социално изграден. Така могат да се обособят два противоположни пола (мъжки и женски) и два противоположни джендъра (мъжественост и женственост).
С този смисъл понятието започва да се употребява вместо „пол“ (sex) от онези американски феминистки, които настояват върху фундаменталната социалност на разграниченията, основани на пола. Така например през XIX век различни медицински теории постулират, че личностните характеристики на жените се предопределят от анатомията и женските репродуктивни функции. Въвеждането на понятието за джендър търси да отхвърли този биологически детерминизъм – идеята, че неравенствата между мъжете и жените са закономерни, защото двете групи имат вродени биологични различия и следователно различни физически и интелектуални възможности. Според тези феминистки полът е пол, но джендърът, чрез който оперират неравенствата между мъжете и жените, е конструиран от културата.
Така например в серия сравнителни изследвания между културите американската културна антроположка Маргарет Мийд (1901 – 1978) установява, че макар джендър диференциацията да е широко разпространена, социалните задачи, поемани от жените и мъжете в различните култури, са силно вариращи.
В зависимост от контекста, понятието може да включва:
- стереотипите – т.е. вярванията в едно общество (независимо правилни или погрешни) – за това какви са характеристиките на мъжете и характеристиките на жените що се отнася до техните личностни качества, роли в семейството, в професионалната сфера, стилът им, заниманията им и външния им вид;
- вътрешното чувство за принадлежност към мъжкия или женския пол (в съчетанието „джендър идентичност“);
- обществена категория или обществена идентичност, давана на индивидите в едно общество (така в някои общества околните определят даден индивид като „жена“ или „мъж“ още при раждането, докато в други култури този статут се придобива, напр. чрез преминаване през ритуали на инициация);
- набора от поведенчески и интелектуални потенциали на жените и на мъжете, които са оформяни и развивани от дадено общество, т.е. как талантите на дадена личност са насочвани и оформяни в определени посоки, съгласно това какви са представите в съответното общество за женско и мъжко (напр. насърчаването на момичетата да се занимават с готвене, фризьорство и грижа за бебетата, вместо с техника и програмиране, и обратното при момчетата);
- различните поведения, речеви и неречеви комуникации, предпочитания, интереси, стилове, цели в живота и много други, които дадено общество определя или напротив, забранява за жените и за мъжете (например в Северна Америка мъжествеността на работническата класа предполага физически умения да се влияе на физическата среда, а мъжествеността на горната средна класа – умения да се влияе на икономическата, обществена и политическа среда);
- социално конструираните роли на жените и на мъжете (кой какво обичайно прави или се предполага да прави; например кой кого би трябвало да защитава, кой би трябвало да е водач, за кой е приемливо да проявява агресия, кой полага грижи за другите и по какъв начин, и т.н.);
- системата от властови отношения в обществото, т.е. организирана система, определяща кой води, кой определя, кой контролира, кой създава или променя правилата, кой следва и се подчинява, кой бива засегнат от правилата, кой контролира ресурсите, кой има автономия да избира и действа сам.

### В хуманитарните науки
Полът, в обсега на изследванията на пола и рода, като дял на хуманитарните науки, се отнася до женската и мъжката дуалност като анатомията, физиологията, възпроизводството и особено произтичащите от нея социални и културни предписания. Докато в България полът има по-общ обхват на назоваване на освен физиологичните, така и менталните, но и социални характеристики, в езици като английски полът (sex), има синоним – gender (на български преводим като „род“, „същностния пол“), който по-скоро касае идентичността.
Тъй като затворените граници, в които полът поставя личността (виж статията за биологичен детерминизъм) от една страна като самоопределяне, от друга – като обект на изследване на хуманитарните и не-биологични науки, са широко дискутиран проблем, алтернативно полагане на личните изразни средства и възможни идентификации се осъществява от термина род (най-често, но не непременно, за други назовавания виж по-горе).

### В правото
Появата на понятието и разбирането на джендър теорията в юридически аспект може да се проследи до Конференцията на ООН за населението и развитието през 1994 г. в Кайро и Световната конференция за жените в Пекин през 1995 г. По това време понятието джендър започва да се появява в официалните документи на тези конференции, заменяйки понятието пол (sex), за да покаже, че неравенството между половете не е резултат от биологичните различия, а по-скоро от социално конструираните различия между половете.

## Джендър идеология
Употребата на словосъчетанието „джендър идеология“ може да се раздели условно на най-малко два контекста – научен и ненаучен (политически).

### Научна употреба
В обществените науки словосъчетанието „джендър идеология“ се използва най-малко от средата на 70-те години на XX век.
В своя научна публикация през 1976 г. психологът Джон Мъни и медикът Майкъл Де Прийст, описвайки случаи на самонараняващи се параноидни транссексуални пациенти, употребяват словосъчетанието, за да означат идеята на едно лице за собствената му полова принадлежност.
В своя научна публикация през 1978 г. психологът Джузеф Плек от Масачузетския университет в Амхърст употребява понятието, за да означи традиционната роля на жената.
От края на 70-те години на XX век насетне словосъчетанието се използва в обществените науки именно с второто значение – нагласите към смятаните за подходящи роли, права и отговорности на жените и мъжете в едно общество или възгледите на хората относно джендър ролите. Така в своя енциклопедична статия американската социоложка Ейми Кроска отбелязва, че „традиционните джендър идеологии поставят ударение върху отличимите роли на мъжете и жените“, но че понятието може да се отнася за цял спектър от конструкти – от традиционни, консервативни или антифеминистки, до егалитарни, либерални и феминистки. Други автори стесняват обсега на понятието и го разбират само откъм негативната му страна, като го определят като „обществените възгледи, оправдаващи неравенствата и различията между джендърите (половете)“.

### Ненаучна употреба
Извън полето на обществените науки понятието „джендър идеология“ се използва в полето на политиката. В тази си употреба то е противоположно на научната употреба на понятието и се използва не за да изобличи традиционните роли на мъжете и жените като обуславящи неравенството на жените, а напротив – да означи самото понятие „джендър“ като вредна и нежелана идеология.
В свои академични публикации проф. Мери Ан Кейс от юридическия факултет на Чикагския университет поставя реакцията срещу идеята за джендър в контекста на историята на идеята за „половата комплементарност“ (взаимното допълване на двата пола) в теологията на Католическата църква.
Както Кейс, така и други източници сочат, че опозицията на Ватикана срещу понятието „джендър“ за първи път излиза на бял свят с безпокойствата по този въпрос от страна на американските католически активисти, участвали в Четвъртата световна конференция на ООН за жените, провела се в Пекин през 1995 г.
Тази конференция е трето поредно ключово събитие на ООН по въпросите на населението и на нея е приета програма за действие, която трябва да очертае националните политики по тези въпроси на държавите, членки на организацията, през следващите 20 години. Светият престол изразява резерви върху няколко текста от приетата програма за действие, като например идеята за „право на жените да контролират сексуалността си“ и „да контролират […] плодовитостта си“, тъй като има риск тези права да се разберат като социално приемане на абортите и хомосексуалността. В своята позиция Ватикана заявява, че може да приеме тези права, ако те се интерпретират единствено като „отговорна употреба на сексуалността в рамките на брака“. Светият престол отправя и резерва, с която подчертава, че понятието „джендър“, прието във финалния текст на програмата за действие, следва да се разбира единствено като основано „на биологичната полова идентичност, мъжка и женска“, което по необходимост да изключва „халтави интерпретации, предлагащи идеята, че сексуалната идентичност може да се адаптира до безкрай, за да служи на нови и различни цели“.
През 1997 г. американска консервативна журналистка и католичка Дейл О’Лиъри, която отразява конференцията в Пекин, публикува книгата „Джендър планът: Предефиниране на равенството“. В нея О’Лиъри описва събитията от конференциите на ООН и опозицията срещу понятието „джендър“ (или поне неговата феминистка интерпретация) от гледна точка на Светия престол.
През 2006 и 2012 г. Габриеле Куби, германска консервативна католическа активистка, публикува книгите „Джендър революцията“ и „Глобалната сексуална революция“. Куби е автор и на редица статии и публични лекции, в които говори за това как борбата за равнопоставеност на жените и мъжете е само прикритие за борба „срещу брака, срещу семейството, срещу детето, срещу жената като майка, за пълната дерегулация на сексуалността“, както и че понятието „джендър“ е въведено в нова употреба, за да „разколебае“, „дестабилизира“, „деконструира“ половата полярност“, т.е. представата за човека или като мъж, или като жена.
През 2018 г. Конституционният съд на България се произнася с решение по конституционно дело за съответствие с конституцията на Конвенцията на Съвета на Европа за превенция и борба с насилието над жени и домашното насилие (Истанбулската конвенция). Съгласно решението, тъй като в автентичния (английски и френски) текст на международния договор е употребено понятието „джендър“, то той съдържа „джендър идеология“. Съдържанието на така определената идеология и на понятието „джендър“ в това свое решение Конституционният съд описва по начин, близък до този на Светия престол и на Куби. Според съда „джендър идеологията“ е сбор от „идеи, убеждения и вярвания, че биологично детерминираните характеристики на пола са ирелевантни, а има значение само половата самоидентификация“. Съдът не се позовава на източници от теорията нито за съществуването на така посочената идеология, нито за така предложеното определение за нея. По отношението на понятието „джендър“ Конституционният съд отбелязва, че разбирането на българската конституция на понятието пол е свързано „с ясното разбиране [...] за идентифициране на личността като мъж или жена“, докато понятието за джендър е „противно на това конституционно разбиране за пола като биологична категория“. Според съда така „всъщност се релативизират границите на двата пола – мъж и жена като биологично детерминирани“ и ако „обществото загуби способността да прави разлика между жена и мъж, борбата срещу насилието над жените остава само формален, но неизпълним ангажимент“. Съдът постановява, че конвенцията не съответства на конституцията“.

## Цитирана литература

### На български език
- Даскалова, К., Славова, К. (2004). Няколко думи за това издание [Въведение]. В К. Даскалова и К. Славова (ред.), Женски идентичности на балканите (с. 7 – 8). София: Изд. „Полис“. ISBN 954-796-009-1
- Кейс, Мери Ан. Ролята на папите в изобретяването на доктрината за комплементарността и анатемосването на „джендъра“ от Ватикана //   Маргиналия, 13.03.2018.  Архивиран от оригинала на 17.08.2019. Посетен на 17.08.2019.
- Кон, И. С. Пол и джендър. Бележки върху термините //    БГО Джемини, 25.06.2004.  Архивиран от [{{{url}}} оригинала] на 28.09.2007. Посетен на 17.08.2019.
- Куби, Габриеле. Глобалната сексуална революция //   17.01.2018.  Архивиран от оригинала на 2019-08-17. Посетен на 17.08.2019.
- Стоева, Л. (2005). Ах, този gender!. Сп. „Алтера“, бр. 1(2005), с. 18 – 25.

### На английски език
- Abercrombie, N., Hill, S., & Turner, B. S. (2006). Gender. In N. Abercrombie, S. Hill & B. S. Turner, The Penguin Dictionary of Sciology (5th ed.) (pp. 163 – 164). UK: Penguin Group. ISBN 978-0-14-101375-6.
- Carter, E. (2010). Gender. In M. Payne & J. R. Barbera (Eds.), A Dictionary of Cultural and Critical Theory (2nd ed.) (pp. 298 – 299). USA: John Wiley & Sons, Ltd. ISBN 978-1-4051-6890-8
- Case, M. A. (2011). After Gender The Destruction of Man? The Vatican’s Nightmare Vision of the „Gender Agenda“ for Law. Pace Law Review, 31(3), pp. 802 – 817.
- Coates, A. L., Hill, P. S., Rushton, S., & Balen, J. (2014). The Holy See on sexual and reproductive health rights: conservative in position, dynamic in response. Reproductive Health Matters, 22(44), pp. 114 – 124. DOI:10.1016/S0968-8080(14)44815-8
- Cohen, S. A., & Cory, L. R. (1994). The Cairo Consensus: Population, Development and Women. International Family Planning Perspectives, 20(4), pp. 150 – 155. DOI:10.2307/2133262
- Corrêa, Sonia. Gender Ideology: tracking its origins and meanings in current gender politics //   11.12.2017.  Архивиран от оригинала на 2019-08-17. Посетен на 17.08.2019. (на английски)
- Galliano, G. (2003). Gender: Crossing Boundaries. Belmont, CA, USA: Thomson Learning, Inc. ISBN 0-534-35582-X
- Gardner, C. V. (2006). Gender. In C. V. Gardner, Historical Dictionary of Feminist Philosophy (pp. 98 – 99). Maryland, USA: Scarecrow Press, Inc. ISBN 0-8108-5346-9
- Kroska, A. (2011). Gender ideology/Gender role ideology. In G. Ritzer and M. Ryan, The Concise Encyclopedia of Sociology (pp. 249 – 250). UK: John Wiley & Sons, Ltd. ISBN 978-1-4051-8353-6.
- Kuhar, R., & Zobec, A. (2017). The Anti-gender Movement in Europe and the Educational Process in Public Schools Архив на оригинала от 2017-12-02 в Wayback Machine.. CEPS Journal: Center for Educational Policy Studies Journal, 7(2), pp. 29 – 46.
- Minnotte, K. L., & Leschyshyn, A. (2014). Gender Ideology and Quality of Life Outcomes. In A. C. Michalos, Encyclopedia of Quality of Life and Well-Being Research (pp. 2441 – 2445). ISBN 978-94-007-0752-8
- Mlinarević, G., Kosović, L., Slavova, K., Hašková, H., Marling, R. P., Pavlidou, T., Novikova, I., Kreivytė, L., Kolozova, K., Sancar, S., Akşit, E. E., & Daskalova, K. (2011). The Birth of a Field: Women's and Gender Studies in Central, Eastern and Southeastern Europe, Part II. Aspasia, 5(1), pp. 128 – 203. DOI:10.3167/asp.2011.050109
- Money, J. & De Priest, M. (1976). Three cases of genital self‐surgery and their relationship to transexualism. The Journal of Sex Research, 12(4), pp. 283 – 294. DOI:10.1080/00224497609550947
- Pleck, J. H. (1978). Mens Traditional Perceptions and Attitudes about Women: Correlates of Adjustment or Maladjustment. Psychological Reports, 42(3), pp. 975 – 983. DOI:10.2466/pr0.1978.42.3.975
- Tuttle, J. D., & Davis, S. N. (2018). A slow march forward: the impact of religious change on gender ideology in the contemporary United States. In E. Ruspini, G. T. Bonifacio & C. Corradi (Eds.), Women and Religion: Contemporary and Future Challenges in the Global Era (pp. 59 – 78). ISBN 978-1-4473-3636-5
- United Nations. (1995). Report on the Fourth World Conference on Women (Beijing, 4 – 15 September 1995) (A/CONF.177/20).